# Tsūjou Kōgeki ga Zentai Kōgeki de ni Kai Kōgeki no Okā-san wa Suki Desuka?
Tsūjou Kōgeki ga Zentai Kōgeki de ni Kai Kōgeki no Okā-san wa Suki Desuka? (Nhật: 通常攻撃が全体攻撃で二回攻撃のお母さんは好きですか? tạm dịch: Bạn có yêu mẹ mình cùng hai đòn sát thương đa mục tiêu của cô ấy?), hay còn gọi là Okaa-san Online (お母さんオンライン Okā-san Onrain), là một bộ light novel Nhật Bản được viết bởi Dachima Inaka và minh họa bởi Pochi Iida. Meicha đã ra mắt bộ manga vào năm 2017, và một bộ anime truyền hình được sản xuất bởi J.C.Staff từ ngày 13 tháng 7 đến ngày 28 tháng 9 năm 2019.

## Nội dung
Masato Oosuki là một thanh niên luôn cảm thấy khó chịu vì sự quan tâm quá mức của mẹ cậu, Mamako, cho đến khi cả hai người đều bị dịch chuyển vào trong trò chơi game thế giới ảo. Trong thế giới đó, Masato luôn cố hết sức để chứng tỏ năng lực bản thân trong trò chơi, và bối rối trước sức mạnh bá đạo của mẹ cậu vì cô có thể dễ dàng tiêu diệt mọi kẻ địch với song kiếm và luôn chừa một phòng quái vật nhỏ để cậu thu thập kinh nghiệm. Trong hành trình phá đảo, họ gặp ba cô gái khác muốn tham gia hội nhóm của họ. Sau nhiều ngày làm nhiệm vụ và cố gắng hoàn thành trò chơi, mẹ con Masato cuối cùng cũng nhận ra thế giới ảo này được thiết kế ra nhằm nối lại tình gia đình giữa bố mẹ và con cái.
Trước khi ra mắt bản in, bộ truyện đã giành giải thưởng Fantasia Grand Prize lần thứ 29, một giải thưởng được trao cho các tiểu thuyết được xuất bản bởi Fujimi Fantasia Bunko. Trong chín ngày đầu tiên phát hành, tập đầu tiên đã bán được hơn 12.889 bản. Tính đến tháng 5 năm 2017, hai tập đầu tiên đã bán được 100.000 bản.